# Лунка (Ярославская область)
Лунка — станция (населенный пункт) в Даниловском районе Ярославской области. Входит в состав Даниловского сельского поселения.

## География
Находится в северо-восточной части Ярославской области на расстоянии приблизительно 8 км на северо-восток по прямой от железнодорожного вокзала города Данилова, административного центра района у железнодорожной линии Данилов-Буй.

## История
Населенный пункт возник у станции, открытой в 1918 году.

## Население
Численность населения: 38 человек (русские 89 %) в 2002 году, 27 в 2010.